# Гвоздєв Євген Олександрович
Євгеній Олександрович Гвоздєв (11 березня 1934 , Пінськ, Білорусь, СРСР  — 2 грудня 2008 , Неаполітанська затока ) — російський мандрівник і мореплавець.

## Біографія

### Народження, ранні роки
Євген Гвоздєв народився в м. Пінську у 1934 році. 1937 року заарештували його батька, зі сталінських таборів той не повернувся. Мати загинула під час фашистської бомбардування. Виховувала майбутнього мандрівника далека родичка.
Євген Гвоздєв закінчив морехідне училище в Астрахані і 35 років плавав судновим механіком на великих рибальських судах Каспію . З 1949 Е. Гвіздів жив у м. Махачкала (Дагестан).

### Становлення як моряка та яхтсмена
Наприкінці 1970-х років він захопився вітрильним спортом. За два роки наполегливої праці до літа 1979 року Гвоздьов самостійно збудував однокорпусну вітрильну яхту, перероблену зі списаного «вельбота» (швидкохідна шлюпка на 4-8 веслах).
З 13 вересня по 20 жовтня 1979 року вперше в історії Каспію механік теплохода Махачкалінського морського порту Євген Гвоздьов самотужки пройшов шлях Махачкала — Баутіно — Шевченко — Красноводськ — Баку на своїй яхті. Яхта отримала назву «Гєтан», що складається з перших букв імен: Гвоздєв Євген, дружина Тетяна, син Олександр, дочка Наталя.
Після першого серйозного плавання Каспійським морем в 1979 році Євген Гвоздєв замислює подорож по зимовому Каспію, і в грудні 1982 року вийшов у море на яхті «Гетан», перетинаючи Каспій по меридіану.
Працюючи механіком у махачкалінському порту, дійсний член Географічного товариства СРСР яхтсмен Євген Гвоздєв перетнув Каспій у одиночних та колективних походах понад 50 разів. На яхті «Гетан» він побував у всіх радянських портах Каспійського моря, пройшовши близько чотирьох тисяч миль.

### 1-е навколосвітнє плавання
7 липня 1992 року Євген Олександрович Гвоздєв на яхті «Ліна» (клас «мікро», довжина всього 5,5 метрів) з Махачкали вирушив у своє перше одиночне навколосвітнє плавання. 19 липня 1996 року подорож була успішно закінчена. Цим Гвоздєв встановив своєрідний світовий рекорд — перше і єдине в історії одиночних навколосвіток плавання, здійснене на звичайному швертботі.
В даний час яхта «Ліна» знаходиться серед експонатів Музею морського флоту в Москві.

### 2-е навколосвітнє плавання
Своє друге навколосвітнє плавання Євген Гвоздєв розпочав 17 травня 1999 року з Махачкали. На балконі своєї квартири збудував із скловолокна 3,7-метрову яхту «Саїд», названу на честь Голови адміністрації м. Махачкали Саїда Амірова, який профінансував це плавання .
Сфотографував його та відправив до Канади. Через деякий час отримую листа: «Дорогий, Євгене! У мене є яхта, Бакарді. Нова — 7,5 метрів довжина, GPS, радіостанція, двигун» тощо.

7,5 метрів — моя мрія! Два тижні голова йшла обертом! Але потім стали долати думки: ну, гаразд, я зберу гроші, друзі допоможуть, прилечу в Канаду, стартую з Ванкувера під канадським прапором. І буду канадцем російського походження? Довелося відмовитись. Принцип має бути таким: яхта має бути спроєктована нашими мізками, побудована у нас, стартувати з нашого порту під нашим прапором. І бажано, щоб і спонсори були наші. І щоб повернутися до нашого порту.
Після прибуття до Астраханського порту яхту «Саїд» акуратно помістили на вантажівку та доставили до Новоросійська, звідки 2 липня того ж року Є. Гвоздєв рушив борознити Світовий океан. З початку плавання мандрівник перетнув Чорне, Мармурове, Егейське та Середземне моря, зупиняючись у портах Стамбула, Афін та Калаверді (на острові Сардинія).
Після Гібралтару почався шлях через Атлантику. Гвоздєв успішно досяг Бразилії, послідовно швартуючись в портах Лас-Пальмас, Ріо-де-Жанейро, Монтевідео, Буенос-Айрес, Ріо-Гальєгос (південний порт Аргентини), нарешті, пройшла знаменита своїми злими штормами Магелланова протока.
Після цього він обігнув Південну Америку і перетнув Тихий океан . Але раніше відважний капітан пройшов уздовж узбережжя Чилі на північ, щоб «прикріпитися» до західної тропічної течії. Старт у цьому головному і найбільш тривалому і небезпечному переході Є. Гвоздєв здійснив у чилійському порту Аріка . Рухаючись під вітрилами на захід, подолавши тисячі миль, він за чотири місяці дійшов до Таїті та Самоа . 29 липня 2002 року Гвоздєв досяг узбережжя північноавстралійського міста Дарвін (столиця Північної Території Австралії).
Наступний перехід — через Індійський океан з відвідуванням Кокосових островів, Шрі-Ланки, індійського порту Кочі та Джибуті. Подолавши Баб-ель-Мандебську протоку, Червоне море і Суецький канал, Євген Гвоздьов знову опинився в Середземному морі, що відноситься до басейну Атлантичного океану.
З великими складнощами як природного (сильний зустрічний вітер), так і антропогенного характеру (недоброзичливе ставлення грецьких прикордонників, які прийняли Гвоздєва за турка через специфічну назву яхти), він подолав Егейське море і досяг протоки Дарданелли, що з'єднує це море з Мармуровим. Ось і замкнулося його друге кільце навколо планети. Це сталося 10 липня 2003 року. Приблизно через тиждень він пришвартувався у чорноморському порту Сочі. А 9 серпня 2003 року Євгенія Олександровича на його яхті «Саїд» урочисто зустрічали у Махачкалінському порту.
Після другої «навколосвітки» Гвоздєва міською адміністрацією Махачкали було ухвалено рішення про спорудження на приморському Родопському бульварі першого в Росії пам'ятника на честь легендарної яхти та її капітана. В даний час яхта «Саїд» знаходиться в краєзнавчому музеї (історичний парк) «Росія — моя історія» м. Махачкала. Раніше вона знаходилась у музеї махачкалінської школи-ліцею № 39.

### 3-тє навколосвітнє плавання
У третю навколосвітню подорож 74-річний Євген Гвоздєв відправився з Новоросійська 19 вересня 2008 року на яхті спеціальної споруди «Getan II» . Дата старту була обрана не випадково: у вересні 1979 року Євген Олександрович, тоді ще молодий капітан-початківець, вперше вийшов на самостійно побудованій яхті «Гетан» в одиночне плавання по Каспію.
Довжина нової яхти Getan II становила 5,5 м, ширина — майже 2,5 м. І цього разу він був оснащений набагато краще за свої колишні походи.

### Обставини смерті
На початку жовтня 2008 року. Євген Олександрович Гвоздєв повідомив, що благополучно перетнув Чорне море і досяг міста Ереглі, Туреччина, що недалеко від протоки Босфор. 10 листопада Гвоздєв благополучно досяг Італійського берега у районі мису Спартівенто. 30 листопада Євген Гвоздєв востаннє вийшов на зв'язок.
10 грудня 2008 року тіло 75-річного росіянина з глибокою раною на голові було виявлено на пляжі Кастельпорціано на півдні Італії . У цьому ж районі, на пляжі, що носить ім'я Амеріго Веспуччі, було знайдено викинуту на берег яхту «Getan II», на якій Гвоздєв вирушив з Новоросійська в навколосвітнє плавання. На ній карабінери знайшли особисті речі, нотатки про подорожі та список імен, написаних російською.
Очевидно, події розвивалися так: 29 листопада під час зимового шторму в Середземному морі біля берегів Неаполя 5-метрова яхта перекинулася і зламала щоглу. Після цього Гвоздєв відновив мореплавність яхти та продовжив шлях. Сигналу SOS не подавав. Останній сеанс зв'язку з мандрівником відбувся 30 листопада, після цього Гвоздєв на зв'язок більше не виходив.
За попередньою версією, Євген Гвоздьов загинув 2 грудня під час сильного шторму під Неаполем.

## Досягнення та оцінки
Першу подорож Євген Гвоздєв здійснив на прогулянковому швертботі, а потім обійшов навколо світу на саморобному човні. Під час одного з плавань потрапив до піратів Сомалі, стояв під дулами їх автоматів і все-таки зумів вціліти.
Для російських яхтсменів Гвоздєв — великий і найяскравіший за останні 20 років мандрівник. Він є символом того, що проста небагата людина, вийшовши на пенсію, може здійснити мрію свого життя — здійснити навколосвітку навіть за мінімуму грошей і без великого яхтового досвіду, але за величезного бажання. Після виходу на пенсію він у одиночних та колективних походах понад п'ятдесят разів перетнув Каспійське море.
У свою останню подорож він вирушив з Новоросійська 19 вересня 2008 року на яхті класу Мікро «Getan II» . Море було його пристрастю, змістом та способом життя. Він мало думав про зручності та радощі «сухопутного» існування. І, як зазначають його друзі, здається, він начебто боявся піти з життя на березі, а хотів покинути цю землю як справжні моряки.

## Пам'ять
- У вересні 2016 р. ім'я Євгена Гвоздєва було присвоєно колишній вулиці Залізобетонна у мікрорайоні УЗК м. Махачкала[18] .
- 2016 року — виставка пам'яті Гвоздьова у Махачкалі[19].
- 2 грудня 2018 р. до 10-річниці смерті Євгена Гвоздєва в Махачкалі було проведено виставку пам'яті яхтсмена[20].
- З 6 по 10 березня 2019 року у рамках «Московського Боут Шоу» Музей морського флоту провів виставку, присвячену 85-річчю від дня народження Євгена Гвоздєва. На виставці було представлено вітрило та елементи рангоуту яхти «Ліна» з фондів Музею[21].
- В історичному парку «Росія — моя історія» Махачкала Євгену Гвоздєву присвячена експозиція.